# José Gutiérrez (pallavolista)
José Miguel Gutiérrez Suárez (Santa Clara, 27 ottobre 2001) è un pallavolista cubano, schiacciatore della You Energy.

## Biografia
È il fratello minore del pallavolista Miguel Gutiérrez.

## Carriera

### Club
La carriera di José Gutiérrez inizia nei tornei amatoriali cubani, giocando per la formazione provinciale di Villa Clara. Nella stagione 2020-21 riceve il permesso per giocare all'estero, venendo ingaggiato dallo Stade Poitevin, in Ligue A, conquistando a tavolino la Coppa di Francia; nella stagione seguente è ancora di scena nella massima serie transalpina, ma indossando la casacca dello Chaumont, con cui vince la Supercoppa francese e un'altra coppa nazionale.
Nel campionato 2022-23 si trasferisce in Italia per disputare la Superlega con la Top Volley Latina, mentre nel campionato seguente difende invece i colori della Prisma Taranto; conclusi gli impegni nel massimo campionato italiano, trascorre il resto dell'annata nella Qatar Volleyball League, dove con l'Al-Arabi si aggiudica lo scudetto e la Coppa del Qatar. Torna in Superlega nell'annata 2024-25, firmando per il Modena, per proseguire poi nella stagione 2025-26 con la You Energy.

### Nazionale
Fa parte delle selezioni giovanili cubane, vincendo con l'under 19 la medaglia d'oro al campionato nordamericano 2018, dove viene premiato come miglior schiacciatore, e alla Coppa panamericana 2019, in cui riceve i premi come MVP, miglior servizio e miglior schiacciatore; con l'under 21 vince l'oro al Campionato nordamericano 2018 e alla Coppa panamericana 2019, venendo anche insignito del premio come miglior schiacciatore, oltre a partecipare al campionato mondiale 2021; con l'under 23, invece, conquista l'oro alla Coppa panamericana 2018.
Nel 2022 debutta nella nazionale cubana maggiore in occasione della NORCECA Final Four, dove vince la medaglia d'oro, seguita da un altro oro alla NORCECA Final Six. In seguito vince ancora un oro ai XXIV Giochi centramericani e caraibici, viene premiato come miglior schiacciatore alla Coppa panamericana 2023 e ottiene il bronzo al campionato nordamericano 2023.

## Palmarès

### Club
- Campionato qatariota: 1

2023-24
- Coppa di Francia: 2

2019-20, 2021-22
- Coppa del Qatar: 1

2024
- Supercoppa francese: 1

2021

### Nazionale (competizioni minori)
- Campionato nordamericano under 19 2018
- Campionato nordamericano under 21 2018
- Coppa panamericana under 23 2018
- Coppa panamericana under 19 2019
- Coppa panamericana under 21 2019
- NORCECA Final Four 2022
- NORCECA Final Six 2022
- Giochi centramericani e caraibici 2023

### Premi individuali
- 2018 - Campionato nordamericano under 19: Miglior schiacciatore
- 2019 - Coppa panamericana under 19: MVP
- 2019 - Coppa panamericana under 19: Miglior servizio
- 2019 - Coppa panamericana under 19: Miglior schiacciatore
- 2019 - Coppa panamericana under 21: Miglior schiacciatore
- 2023 - Coppa panamericana: Miglior schiacciatore